# Vlag van Geldrop

Vlag van de gemeente Geldrop
(1971-2004)

De vlag van Geldrop werd op 16 augustus 1971 bij raadsbesluit vastgesteld als de gemeentelijke vlag van de Noord-Brabantse gemeente Geldrop. De vlag kan als volgt worden beschreven:
Zeven horizontale banen van blauw en geel in de verhouding 2:1:2:1:2:1:2.
De kleuren van de vlag zijn ontleend aan het gemeentewapen.
Op 1 januari 2004 is Geldrop opgegaan in de gemeente Geldrop-Mierlo, waarmee de vlag als gemeentevlag kwam te vervallen.

## Vlagvoorstellen

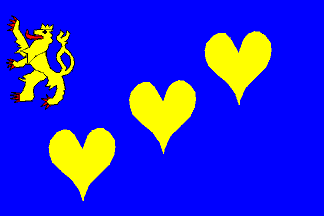
Vlagontwerp volgens Kl. Sierksma Nederlands Vlaggenboek (1962)

In april 1962 was er een vlagvoorstel voor een gemeentevlag met drie gele harten en een leeuw. De harten waren ontleend aan het gemeentewapen en de leeuw was van het Hertogdom Gelre. Dit voorstel was al door de gemeenteraad goedgekeurd, maar werd door de Hoge Raad van Adel (HRvA) afgewezen, omdat de leeuw niet op het gemeentewapen voorkwam en de hertog van Gelre nauwelijks invloed op het grondgebied van de gemeente heeft uitgeoefend. De HRvA stelde voor een vlag met drie plompebladeren in te stellen, omdat dat de oorspronkelijke symbolen op het gemeentewapen waren. Hiermee ging de gemeenteraad niet akkoord. In 1971 stelde de gemeente een vlag voor met een gele en een blauwe verticale baan. Deze werd door de HRvA geweigerd omdat er reeds drie gemeenten met een dergelijke vlag waren. Een vlag met zeven banen werd voorgesteld en daarmee ging de gemeenteraad uiteindelijk akkoord. Vermoedelijk zijn de harten uit het gemeentewapen als strepen op de vlag weergegeven vanwege verschil van inzicht tussen de HRvA en de gemeenteraad over wat de symbolen op het wapen behoren te zijn.
Sierksma vermeldt als vlag voor Geldrop in 1962 het nooit geaccepteerde voorstel met de drie harten en de leeuw.

## Verwante afbeelding

Wapen van Geldrop

Aalburg 
· Aarle-Rixtel 
· Alphen en Riel 
· Bakel en Milheeze 
· Beek en Donk 
· Beers 
· Berghem 
· Berkel-Enschot 
· Berlicum 
· Bladel en Netersel 
· Borkel en Schaft 
· Boxmeer 
· Budel 
· Chaam 
· Cuijk 
· Cuijk en Sint Agatha 
· Den Dungen 
· Diessen 
· Dinteloord en Prinsenland 
· Drunen 
· Dussen 
· Engelen 
· Erp 
· Esch 
· Escharen 
· Fijnaart en Heijningen 
· Geffen 
· Geldrop 
· Gemert 
· Giessen 
· Ginneken en Bavel 
· Grave 
· 's Gravenmoer 
· Haaren 
· Halsteren 
· Haps 
· Heesch 
· Heeswijk-Dinther 
· Heeze 
· Helvoirt 
· Hoeven 
· Hooge en Lage Mierde 
· Hooge en Lage Zwaluwe 
· Hoogeloon, Hapert en Casteren 
· Huijbergen 
· Klundert 
· Landerd 
· Leende 
· Liempde 
· Lieshout 
· Lith 
· Luyksgestel 
· Maarheeze 
· Maasdonk 
· Made en Drimmelen 
· Megen, Haren en Macharen 
· Mierlo 
· Mill en Sint Hubert 
· Moergestel 
· Nieuw-Ginneken 
· Nieuw-Vossemeer 
· Nistelrode 
· Nuland 
· Oeffelt 
· Oost-, West- en Middelbeers 
· Oploo, Sint Anthonis en Ledeacker 
· Ossendrecht 
· Oud en Nieuw Gastel 
· Oudenbosch 
· Prinsenbeek 
· Putte 
· Raamsdonk 
· Ravenstein 
· Reusel 
· Riethoven 
· Rijsbergen 
· Rijswijk 
· Roosendaal en Nispen 
· Rosmalen 
· Schaijk 
· Schijndel 
· Sint Anthonis 
· Sint-Oedenrode 
· Sprang-Capelle 
· Standdaarbuiten 
· Terheijden 
· Teteringen 
· Uden 
· Udenhout 
· Veghel
· Vessem, Wintelre en Knegsel 
· Vierlingsbeek 
· Vlijmen 
· Wanroij 
· Waspik 
· Werkendam 
· Westerhoven 
· Willemstad 
· Woudrichem 
· Wouw 
· Zeeland 
· Zevenbergen